# Lo sposo deluso
Lo sposo deluso, ossia La rivalità di tre donne per un solo amante ("O Esposo Desiludido, ou a Rivalidade entre Três Mulheres por um Único Amante") é uma ópera bufa de dois atos , K. 430, composta por Wolfgang Amadeus Mozart entre 1783 e 1784.